# Clifford Rozier
Clifford Glen Rozier II (ur. 31 października 1972 w Bradenton, zm. 6 lipca 2018) – amerykański koszykarz, występujący na pozycjach silnego skrzydłowego oraz środkowego.
W 1990 wystąpił w meczu gwiazd amerykańskich szkół średnich - McDonald’s All-American.

## Osiągnięcia
Na podstawie, o ile nie zaznaczono inaczej.
NCAA
- Uczestnik:
  - NCAA Final Four (1991)
  - fazy Sweet Sixteen turnieju NCAA (1993, 1994)
  - turnieju NCAA (1991, 1993, 1994)
- Mistrz:
  - turnieju:
    - konferencji Atlantic Coast (ACC – 1991)
    - konferencji Metro (1993, 1994)

  - sezonu regularnego konferencji Metro (1993, 1994)
- 2-krotny zawodnik roku konferencji Metro (1993, 1994)
- MVP turnieju konferencji Metro (1994)
- Zaliczony do I składu All-American (1994)

NBA
- Uczestnik Rookie Challenge (1995)

CBA
- Mistrz CBA (1998)[5]